# Шарьинский район
Шарьи́нский райо́н — административно-территориальная единица (район) и муниципальное образование (муниципальный район) на востоке Костромской области России.
Административный центр — город Шарья (в район не входит).

## География
Площадь района — 4070 км². Основные реки — Ветлуга, Большая Шанга, Нея.

## История
На западе России на тысячи километров раскинулась обширная Восточно-Европейская равнина. В 700 километрах от Москвы в лесном Заволжье по реке Ветлуга расположен Шарьинский район. Он вытянулся с севера на юг примерно на 100 км вдоль меридиана 45,5 градуса в. д.
Издревле люди селились по рекам, используя их как средство передвижения и пропитания. Такой была наша Ветлуга. По ней проходил древний торговый тракт. Много легенд сложено о Ветлуге. Географы, историки, писатели отмечают её капризный характер. Ей свойственны резкие подъёмы воды в разное время года. Краеведы полагают, что именно эта особенность отражается в её названии. В переводе с марийского Вытла-Вутла. На русском-Ветлуга. Предполагается, что на берега Ветлуги пришел народ, прозванный луговой черемисой (древние марийцы). Строил селения обрабатывал землю, сеял хлеб, воевал обороняя землю от лихих захватчиков. Археологические раскопки, в частности Одоевского городища, датируют находки VII—V веками до нашей эры — началом эпохи раннего железного века в лесном Поволжье.
По сведениям литературной мистификации XIX века «Ветлужский летописец», использовавшей в том числе и местный фольклор, Поветлужье пытался захватить у марийцев галицкий князь Константин Ярославич (брат Александра Невского), но безуспешно. Он ищет поддержку у татарского хана. В 1245 году от хана получено разрешение «занимать русским правый берег Ветлуги, а левый — черемисам». Однако воевать за Ветлугу с марийцами пришлось ещё сыну Константина Ярославича, Василию. В результате в одной из битв в 1280 году погиб черемисский князь Кай, и на территории правобережья верхнего и среднего Поветлужья (включая современный Ветлужский район) к началу XIV века стали появляться отдельные русские починки. Они располагались по соседству с марийскими становищами. Русские поселенцы были данниками галицких князей, а марийцы — своих и татарских князей. Эта ветлужская территория получила название Ветлужской волости, подчиненной Галицкому княжеству.
О проникновении русских в Поветлужье археолог О. Н. Бадер в своей работе «Городища Ветлуги и Унжи» сообщает, что если Унженский край начал заселяться русскими уже в XIII веке, то их проникновение в Поветлужье проходило вряд ли раньше XIV века.
Весь север нашей страны некогда был в подчинении господина «Великого Новгорода». Новгородцы знали водный путь, соединявший Волгу с севером через Ветлугу. Позднее земли по Ветлуге были присоединены к Московскому княжеству. Ветлужская волость пожалована была царем в 1620 году видному политическому деятелю Ф. И. Мстиславскому. Вотчина в с. Рождественском в 1640 году была пожалована Репнину Б. А. 155 лет Репнины владели ею. В конце XVIII века вотчину купили Лугинины, которые много сделали для развития с. Рождественское. В. Ф. Лугинин в 1867 году создал ссудное товарищество — первый в России кооперативный банк. Он помогал крестьянам улучшить жизнь. Больницу и школу Лугинин содержал за свой счет. Для содержания больницы после смерти Лугинина было выделено 283 тысячи рублей. На школу ежегодно расходовал 2 тысячи рублей.
23 июля 1959 года к Шарьинскому району была присоединена часть территории упразднённого Ивановского района.
Законом Костромской области от 30 декабря 2004 года район также был наделён статусом муниципального района как муниципальное образование, на территории которого были образованы 19 муниципальных образований нижнего уровня со статусом сельских поселений.
Законом Костромской области от 9 февраля 2007 года Шарьинский район как административно-территориальная единица области также сохраняет свой статус.

## Население
| 1939    | 1959    | 1970    | 1979    | 1989    | 2002    | 2008    | 2009    | 2010    |
| ------- | ------- | ------- | ------- | ------- | ------- | ------- | ------- | ------- |
| 59 358  | ↘44 683 | ↘27 314 | ↘19 342 | ↘16 458 | ↘12 851 | ↘11 390 | ↘11 300 | ↘10 390 |
| 2011    | 2012    | 2013    | 2014    | 2015    | 2016    | 2017    | 2018    | 2019    |
| ↘10 337 | ↘10 090 | ↘9863   | ↘9564   | ↘9354   | ↘9197   | ↘8975   | ↘8742   | ↘8447   |
| 2020    | 2021    |         |         |         |         |         |         |         |
| ↘8243   | ↘7522   |         |         |         |         |         |         |         |

### Национальный состав
По итогам переписи населения 2020 года проживали следующие национальности (национальности менее 0,1 % и другое, см. в сноске к строке «Другие»):
| Национальность | Численность, чел. | Доля     |
| -------------- | ----------------- | -------- |
| Русские        | 7039              | 93,58 %  |
| Цыгане         | 270               | 3,59 %   |
| Узбеки         | 27                | 0,36 %   |
| Украинцы       | 25                | 0,33 %   |
| Таджики        | 18                | 0,24 %   |
| Молдаване      | 15                | 0,20 %   |
| Табасараны     | 10                | 0,13 %   |
| Чуваши         | 8                 | 0,11 %   |
| Армяне         | 8                 | 0,11 %   |
| Другие         | 102               | 1,35 %   |
| Итого          | 7522              | 100,00 % |

## Административное деление
Шарьинский район как административно-территориальная единица включает 7 поселений.
В Шарьинский район как муниципальный район входят 7 муниципальных образований со статусом сельских поселений:
| №     | Муниципальное образование       | Административный центр | Количество населённых пунктов | Население | Площадь, км2 |
| ----- | ------------------------------- | ---------------------- | ----------------------------- | --------- | ------------ |
| 1e-06 | Заболотское сельское поселение  | село Заболотье         | 12                            | ↗231      | 190,00       |
| 1     | Зебляковское сельское поселение | посёлок Зебляки        | 5                             | ↘2168     | 194,00       |
| 2     | Ивановское сельское поселение   | село Рождественское    | 58                            | ↘1621     | 991,28       |
| 3     | Конёвское сельское поселение    | деревня Конёво         | 12                            | ↗260      | 180,00       |
| 4     | Одоевское сельское поселение    | село Одоевское         | 8                             | ↘415      | 320,00       |
| 5     | Троицкое сельское поселение     | село Троицкое          | 15                            | ↘163      | 379,00       |
| 6     | Шангское сельское поселение     | село Николо-Шанга      | 63                            | ↗1665     | 1470,00      |
| 7     | Шекшемское сельское поселение   | посёлок Шекшема        | 6                             | ↘1230     | 269,28       |

Законом Костромской области от 22 октября 2009 года было упразднено Матвеевское сельское поселение, влитое в Головинское.
Законом Костромской области от 22 июня 2010 года были упразднены Берзихинское, Катунинское, Печёнкинское, Поляшовское, Майтихинское и Марутинское сельские поселения, влитые в Ивановское сельское поселение; а также были упразднены Кривячское и Пищёвское сельские поселения, влитые в Шангское сельское поселение.
Законом Костромской области от 24 апреля 2017 года Варакинское сельское поселение было упразднено и влито в Шекшемское сельское поселение.
Законом Костромской области от 20 июня 2018 года Головинское сельское поселение было упразднено и влито в Шангское сельское поселение.
Законом Костромской области от 19 февраля 2021 года Заболотское сельское поселение было упразднено и включено в Зебляковское сельское поселение.

## Населённые пункты
В Шарьинском районе 152 населённых пунктов.
| №   | Населённый пункт      | Тип      | Население | Муниципальное образование       |
| --- | --------------------- | -------- | --------- | ------------------------------- |
| 1   | Аксёново              | деревня  | ↘26       | Ивановское сельское поселение   |
| 2   | Алёшиха               | деревня  | ↗9        | Ивановское сельское поселение   |
| 3   | Андрониха             | деревня  | ↗1        | Ивановское сельское поселение   |
| 4   | Аристиха              | деревня  | →0        | Одоевское сельское поселение    |
| 5   | Аристиха              | деревня  | ↘16       | Троицкое сельское поселение     |
| 6   | Балаболиха            | деревня  | ↘62       | Зебляковское сельское поселение |
| 7   | Барабаново            | деревня  | →0        | Ивановское сельское поселение   |
| 8   | Барановка             | деревня  | →12       | Шангское сельское поселение     |
| 9   | Безнег                | деревня  | ↘21       | Шекшемское сельское поселение   |
| 10  | Белышиха              | деревня  | ↘5        | Ивановское сельское поселение   |
| 11  | Бердиха               | деревня  | ↘13       | Конёвское сельское поселение    |
| 12  | Берзиха               | деревня  | ↘118      | Ивановское сельское поселение   |
| 13  | Бодячиха              | деревня  | ↘2        | Ивановское сельское поселение   |
| 14  | Большая Талица        | деревня  | ↗22       | Шангское сельское поселение     |
| 15  | Большое Варакино      | деревня  | →0        | Шангское сельское поселение     |
| 16  | Боровской             | посёлок  | ↗30       | Шангское сельское поселение     |
| 17  | Бородино              | деревня  | →0        | Шангское сельское поселение     |
| 18  | Боярка                | деревня  | ↘1        | Конёвское сельское поселение    |
| 19  | Бухалкино             | деревня  | ↗5        | Ивановское сельское поселение   |
| 20  | Быково                | деревня  | →0        | Ивановское сельское поселение   |
| 21  | Быково                | деревня  | →0        | Ивановское сельское поселение   |
| 22  | Быково                | деревня  | →0        | Троицкое сельское поселение     |
| 23  | Быниха                | деревня  | ↘58       | Ивановское сельское поселение   |
| 24  | Бычиха                | деревня  | ↗46       | Шангское сельское поселение     |
| 25  | Варакинский           | посёлок  | ↗372      | Шекшемское сельское поселение   |
| 26  | Вардугино             | деревня  | ↗3        | Шангское сельское поселение     |
| 27  | Воеводиха             | деревня  | ↗2        | Ивановское сельское поселение   |
| 28  | Воробьиха             | деревня  | ↘12       | Ивановское сельское поселение   |
| 29  | Вторая Культура       | деревня  | →0        | Зебляковское сельское поселение |
| 30  | Выползово             | деревня  | ↘28       | Шангское сельское поселение     |
| 31  | Высоковка             | деревня  | →0        | Шангское сельское поселение     |
| 32  | Глушиха               | деревня  | ↗48       | Ивановское сельское поселение   |
| 33  | Головино              | деревня  | ↘41       | Шангское сельское поселение     |
| 34  | Головино              | село     | ↘48       | Шангское сельское поселение     |
| 35  | Гольяниха             | деревня  | ↗22       | Ивановское сельское поселение   |
| 36  | Гольяново             | деревня  | ↘1        | Ивановское сельское поселение   |
| 37  | Горланиха             | деревня  | ↗120      | Зебляковское сельское поселение |
| 38  | Денисово              | деревня  | →3        | Шангское сельское поселение     |
| 39  | Дюково                | деревня  | ↘2        | Шангское сельское поселение     |
| 40  | Дюковское лесничество | кордон   | ↘9        | Шангское сельское поселение     |
| 41  | Ерёмино               | деревня  | →0        | Конёвское сельское поселение    |
| 42  | Заболотье             | деревня  | ↗3        | Зебляковское сельское поселение |
| 43  | Заболотье             | село     | ↘125      | Зебляковское сельское поселение |
| 44  | Заболотье             | деревня  | ↗4        | Шангское сельское поселение     |
| 45  | Заводь                | деревня  | ↗4        | Зебляковское сельское поселение |
| 46  | Завьялиха             | деревня  | →0        | Троицкое сельское поселение     |
| 47  | Зебляки               | посёлок  | ↘1758     | Зебляковское сельское поселение |
| 48  | Зебляки               | деревня  | ↘1        | Шангское сельское поселение     |
| 49  | Ивановское            | деревня  | ↘151      | Ивановское сельское поселение   |
| 50  | Иваньково             | деревня  | ↗5        | Ивановское сельское поселение   |
| 51  | Казанка               | деревня  | ↗43       | Зебляковское сельское поселение |
| 52  | Катунино              | деревня  | ↘63       | Ивановское сельское поселение   |
| 53  | Киево                 | деревня  | →0        | Троицкое сельское поселение     |
| 54  | Козиониха             | деревня  | ↘133      | Ивановское сельское поселение   |
| 55  | Колесиха              | деревня  | →0        | Троицкое сельское поселение     |
| 56  | Колобовка             | деревня  | ↗2        | Зебляковское сельское поселение |
| 57  | Комухино              | деревня  | ↘17       | Ивановское сельское поселение   |
| 58  | Конёвка               | деревня  | →0        | Шангское сельское поселение     |
| 59  | Конёвка               | деревня  | ↗2        | Шангское сельское поселение     |
| 60  | Конёво                | деревня  | ↘229      | Конёвское сельское поселение    |
| 61  | Конёво                | село     | ↗1        | Конёвское сельское поселение    |
| 62  | Кораблиха             | деревня  | ↗6        | Шангское сельское поселение     |
| 63  | Королёвка             | деревня  | ↘33       | Шангское сельское поселение     |
| 64  | Косиха                | деревня  | ↗1        | Шангское сельское поселение     |
| 65  | Коурчиха              | деревня  | ↗5        | Шангское сельское поселение     |
| 66  | Красная Горка         | деревня  | ↗1        | Троицкое сельское поселение     |
| 67  | Красный Холм          | деревня  | ↘3        | Шекшемское сельское поселение   |
| 68  | Кривцово              | деревня  | →7        | Ивановское сельское поселение   |
| 69  | Кривячка              | деревня  | ↘228      | Шангское сельское поселение     |
| 70  | Круглица              | деревня  | ↘2        | Ивановское сельское поселение   |
| 71  | Кузино                | деревня  | ↘3        | Ивановское сельское поселение   |
| 72  | Кузнецово             | починок  | ↗12       | Шекшемское сельское поселение   |
| 73  | Кузнечиха             | деревня  | ↗2        | Шангское сельское поселение     |
| 74  | Курганы               | деревня  | ↗5        | Троицкое сельское поселение     |
| 75  | Кучериха              | деревня  | ↘24       | Шангское сельское поселение     |
| 76  | Лесничество           | местечко | →0        | Шекшемское сельское поселение   |
| 77  | Луговой               | посёлок  | ↗4        | Шангское сельское поселение     |
| 78  | Лысиха                | деревня  | ↗1        | Шангское сельское поселение     |
| 79  | Лычиха                | деревня  | →0        | Ивановское сельское поселение   |
| 80  | Майтиха               | деревня  | ↘32       | Ивановское сельское поселение   |
| 81  | Максимиха             | деревня  | ↘3        | Ивановское сельское поселение   |
| 82  | Малая Талица          | деревня  | ↗7        | Шангское сельское поселение     |
| 83  | Малое Варакино        | деревня  | →0        | Шангское сельское поселение     |
| 84  | Марутино              | деревня  | ↘50       | Ивановское сельское поселение   |
| 85  | Матвеевка             | деревня  | ↗10       | Шангское сельское поселение     |
| 86  | Матвеевское           | село     | ↗20       | Шангское сельское поселение     |
| 87  | Медведица             | деревня  | ↘17       | Конёвское сельское поселение    |
| 88  | Медведица             | деревня  | ↘2        | Троицкое сельское поселение     |
| 89  | Мещериха              | деревня  | →0        | Ивановское сельское поселение   |
| 90  | Минино                | деревня  | ↗6        | Шангское сельское поселение     |
| 91  | Михалиха              | деревня  | ↗2        | Ивановское сельское поселение   |
| 92  | Молошница             | деревня  | →0        | Ивановское сельское поселение   |
| 93  | Мундоро               | деревня  | ↘5        | Одоевское сельское поселение    |
| 94  | Надёжино              | деревня  | ↗20       | Шангское сельское поселение     |
| 95  | Нежданово             | деревня  | ↗29       | Одоевское сельское поселение    |
| 96  | Николо-Шанга          | село     | ↗649      | Шангское сельское поселение     |
| 97  | Ново-Шангское         | деревня  | ↗6        | Шангское сельское поселение     |
| 98  | Нужна                 | деревня  | →0        | Ивановское сельское поселение   |
| 99  | Нюрюг                 | деревня  | ↗47       | Шангское сельское поселение     |
| 100 | Обуховица             | деревня  | ↗9        | Шангское сельское поселение     |
| 101 | Одоевское             | село     | ↘388      | Одоевское сельское поселение    |
| 102 | Осипово               | деревня  | ↗69       | Шангское сельское поселение     |
| 103 | Павлово               | деревня  | ↘217      | Шангское сельское поселение     |
| 104 | Первая Культура       | деревня  | ↗43       | Зебляковское сельское поселение |
| 105 | Печёнкино             | село     | ↘97       | Ивановское сельское поселение   |
| 106 | Пищёвка               | деревня  | ↘173      | Шангское сельское поселение     |
| 107 | Плосково              | деревня  | ↘106      | Ивановское сельское поселение   |
| 108 | Повёрткино            | деревня  | ↘3        | Троицкое сельское поселение     |
| 109 | Подолиха              | деревня  | ↘11       | Конёвское сельское поселение    |
| 110 | Поляшово              | деревня  | ↗6        | Ивановское сельское поселение   |
| 111 | Притыкино             | деревня  | ↘12       | Троицкое сельское поселение     |
| 112 | Прудовка              | деревня  | ↘15       | Шангское сельское поселение     |
| 113 | Пустошка              | деревня  | ↗12       | Ивановское сельское поселение   |
| 114 | Пятунино              | деревня  | →20       | Шангское сельское поселение     |
| 115 | Ракитиха              | деревня  | →0        | Ивановское сельское поселение   |
| 116 | Решетиха              | деревня  | ↗111      | Шангское сельское поселение     |
| 117 | Робяши                | деревня  | →0        | Шангское сельское поселение     |
| 118 | Рогачиха              | деревня  | →0        | Ивановское сельское поселение   |
| 119 | Рождественское        | село     | ↘554      | Ивановское сельское поселение   |
| 120 | Рожиха                | деревня  | ↗2        | Конёвское сельское поселение    |
| 121 | Сабуриха              | деревня  | ↘4        | Зебляковское сельское поселение |
| 122 | Савиха                | деревня  | ↗1        | Ивановское сельское поселение   |
| 123 | Сафоново              | деревня  | ↗82       | Шангское сельское поселение     |
| 124 | Семениха              | деревня  | ↗19       | Ивановское сельское поселение   |
| 125 | Сергеево              | деревня  | ↘96       | Ивановское сельское поселение   |
| 126 | Серёгино              | деревня  | ↘6        | Шангское сельское поселение     |
| 127 | Середняя              | деревня  | ↗33       | Шангское сельское поселение     |
| 128 | Серково               | деревня  | ↘9        | Ивановское сельское поселение   |
| 129 | Симоново              | деревня  | ↘3        | Шангское сельское поселение     |
| 130 | Слепниха              | деревня  | ↘1        | Троицкое сельское поселение     |
| 131 | Смородинцы            | деревня  | →0        | Шангское сельское поселение     |
| 132 | Соколовский           | посёлок  | ↗88       | Зебляковское сельское поселение |
| 133 | Старково              | деревня  | ↗10       | Одоевское сельское поселение    |
| 134 | Старо-Шангское        | деревня  | ↘3        | Шангское сельское поселение     |
| 135 | Столбецкое            | деревня  | ↗31       | Ивановское сельское поселение   |
| 136 | Суриха                | деревня  | ↘3        | Ивановское сельское поселение   |
| 137 | Сысоиха               | деревня  | ↘18       | Зебляковское сельское поселение |
| 138 | Третьяково            | деревня  | ↘9        | Ивановское сельское поселение   |
| 139 | Троицкое              | село     | ↘157      | Троицкое сельское поселение     |
| 140 | Уткино                | деревня  | ↗7        | Шангское сельское поселение     |
| 141 | Филатиха              | деревня  | ↘4        | Троицкое сельское поселение     |
| 142 | Филино                | деревня  | ↗42       | Шангское сельское поселение     |
| 143 | Филиха                | деревня  | ↘1        | Ивановское сельское поселение   |
| 144 | Хмелевица             | деревня  | →0        | Шангское сельское поселение     |
| 145 | Хмелёвка              | деревня  | ↗39       | Ивановское сельское поселение   |
| 146 | Хреново               | деревня  | →0        | Ивановское сельское поселение   |
| 147 | Шекшема               | посёлок  | ↘1100     | Шекшемское сельское поселение   |
| 148 | Ширикалиха            | деревня  | ↗133      | Шангское сельское поселение     |
| 149 | Шубиха                | деревня  | ↘0        | Ивановское сельское поселение   |
| 150 | Якимиха               | деревня  | ↘0        | Ивановское сельское поселение   |
| 151 | Яковищево             | деревня  | ↘15       | Одоевское сельское поселение    |
| 152 | Яковлиха              | деревня  | ↗1        | Шангское сельское поселение     |

Упразднённые населённые пункты:
- 1998 год — деревня Нейская и посёлок Новопетровский включены в состав села Одоевское.
- 2003 год — деревни Малое Каликино, Притыкино (Пищёвское сельское поселение), Малая Малиниха, Теляши, Хмелёвка (Головинское сельское поселение)[35]
- 2025 год — деревни Бараново, Бусыгинцы, Вагино, Васенёво, Васильевское, Вахнево, Власиха, Высоково, Глиновка, Гордюшиха, Ершиха, Желниха, Иванчиха, Кебасиха, Киселиха, Кокуй, Колеватовцы, Красавцы, Лелеково, Лукино, Назимица, Новосёловцы, Починок, Тютниха, Фадиха, Якутино и хутор Ивановский.

## Транспорт
Через район проходит Северная железная дорога, автодорога Р157. Имеется выход к автодороге А123 в Архангельскую область и Республику Коми.

## Культура
В Шарьинском муниципальном районе работает 15 сельских Домов культуры, 4 сельских клуба, Дом творчества «Берегиня», ДТ «Искусница», Центр межпоселенческих библиотек, 21 сельская библиотека, 2 городских библиотеки. Обязанность по координации, организации досуга населения, работе с кадрами культуры возложена на комитет по делам культуры, молодёжи и спорта. В состав комитета входят межпоселенческая централизованная клубная система, межпоселенческая библиотека (библиотечная система), ДМШ, 2 Дома творчества.
Учреждения культуры, как библиотеки, так и клубные учреждения, работают со всеми категориями населения. Основная цель — закрепление молодёжи на селе, внедрение инновационных форм работы, участие в проектах на получение Федерального и Губернаторского грантов, таких, как: «Модельная сельская библиотека», «Государственная символика — воспитание гражданина России, участие в программах „Дети России“, Культура России», «Социально-экономическое развитие села до 2010 года» и другие.
Работа с ветеранами — одно из условий успешной работы сельских Домов культуры и сельских клубов. В районе создано и работает 30 ветеранских организаций, 15 клубов «Ветеран» при сельских Домах культуры, сельских клубах и Домах творчества. Вместе с ветеранами активно работают детско-ветеранские организации, тимуровские отряды и другие формирования. Передача знаний, умений и навыков старшего поколения младшему обогащает работу учреждений культуры как клубных, так и библиотек.
В библиотеках района проводится большая работа с читателями: используются все формы работы: от индивидуальной, до Интернет и высоких технологий. Библиотечная система постоянно занимает призовые места в областном конкурсе среди библиотечных систем Костромской области. Во всех библиотеках проводится большое количество встреч, диспутов, дискуссий, конкурсов, викторин, работают клубы «Общение», «В здоровом теле-здоровый дух», что позволяет привлечь массового читателя.
Развитие художественной самодеятельности — основная цель клубных учреждений культуры. В 2006 году работало 231 клубное формирование (кружки, студии, клубные любительские объединения), в них принимало участие более 3,7 тысяч человек.
Самодеятельные артисты принимают участие в областных, зональных, межрегиональных, районных смотрах и конкурсах: «Голоса России» в г. Волгореченске, межрегиональных: фестиваль «Мы с Ветлуги реки», в Ассоциацию которого входят 5 регионов, в их числе Костромская, Нижегородская, Кировская, Вологодская области и республика Марий Эл. Популярностью пользуются фольклорные праздники: «Щедрое яблоко» по мотивам сказок Ефима Чеснякова, «Играй, гармонь Костромская», конкурс «Снегурочка», фестиваль «Мы с Ветлуги — реки». Особой любовью у жителей района пользуются праздники «Широкая масленица», «Рождество Христово», «Пасхальные забавы», «День молодежи», новогодние и святочные гулянья, выставки «Из бабушкиного сундука», «Очумелые ручки», «От Родины черпаю вдохновенье» и другие.
В 2006 году в районе широко отмечалось 200-летие Храма в селе Николо-Шанга и 390-летие села. В празднествах принял участие архиепископ Костромской и Галичский Александр, высокие гости из Губернии. Учреждения культуры, как и другие структуры администрации Шарьинского муниципального района принимают участие в таких акциях, как «Вместе поможем ветеранам», «Пока беда не коснулась всех». Всего в 2006 году было проведено более 3700 мероприятий для населения района, в них приняло участие 97,5 тысяч зрителей.
Учреждения культуры ведут большую работу по возрождению промыслов и ремёсел Шарьинского района. С этой целью созданы Дома творчества, в которых занимаются и дети, и взрослые, и ветераны, и работающие. Обучают ремёслам и промыслам мастера-умельцы. Возглавляют работу Домов творчества Баринова Н. Ю. и Маранова Н. И. — мастерицы на все руки, а в помощниках — директора Домов творчества Шорохова В. В. и Хахилева С. С. Жители района имеют возможность научиться резьбе по дереву, плетению из лыка и лозы, вышиванию, вязанию, аппликации, ткачеству, изготовлению поделок из природного материала, бересты, капа. Наши мастера принимают участие в Российских, Международных, региональных и межрегиональных, областных и районных выставках прикладного искусства.
Интересен район традициями. Так, в XVIII веке, российским учёным Лугининым, который имел несколько усадеб в районе, была открыта земская больница, земская школа. В это же время начал работу народный театр. С именем Лугинина связано и то, что он разбил в селе Рождественское уникальный парк с трёхступенчатым прудом, завёз деревья из многих стран, подарил Московскому государственному университету богатую библиотеку и денег золотом на её содержание. Библиотека сохранена до сих пор на химическом факультете. Лугинины поставляли лес для корабельных мачт и лён на изготовление парусов. В селе Рождественское в сгоревшей ныне библиотеке был уголок, посвящённый памяти Лугинина. Работники библиотеки разрабатывали экскурсионный план по селу и парку Лугинина, в Доме культуры работает народный театр, который чтит традиции Лугинина.
Отдел культуры разрабатывает маршруты по району с выездом на природу, в наши сосновые боры, на реку Ветлугу, Храмы, родники. В районе работает база отдыха «Ветлуга», которая ежегодно принимает туристов из Москвы, Санкт-Петербурга, Мурманска, Архангельска и других городов России. Комплекс расположен в живописном месте на берегу озера Калмово, неподалёку от реки Ветлуга. Очаровательные домики со всеми бытовыми удобствами расположены в бору. Столовая, бар, танцевальная и волейбольная площадки, баня, сауна, конюшня и прочий набор услуг — все создает настроение, помогает расслабиться, отдохнуть, поправить своё здоровье. В лесу растут грибы белые, боровики, рыжики, путики и другие. Совсем рядом — лесная смородина, малина, калина, рябина, черемуха, земляника и черника, брусника и клюква. Как правило, отдыхающие заготавливают все это и увозят с собой домой.
Фольклорная экспедиция Московского государственного университета имени М. В. Ломоносова неоднократно работала в нашем районе и, как результат, цикл книг «Ветлужская сторона». 1 том — краеведческий, 2 том — фольклорный, 3 том — «Сказки и легенды Ветлуги»; позднее — сборник стихов Виктора Смирнова. Издан двухтомник «Годы и люди», «Книга Памяти».

## Известные люди
В Шарьинском районе родились Герои Советского Союза В. В. Душеин, В. А. Таначев, Д. Н. Корязин. Худяков Г. А. одним из первых лесозаготовителей, был представлен к званию Героя Социалистического Труда. В деревне Суриха родился адмирал Н. И. Виноградов. В деревне Белышиха родился А. М. Смирнов — комендант 105 УР, 37 УР, командир 154-й ОМСБр, 320 сд.
В деревне Ерёмино родился советский государственный и партийный деятель, генерал-лейтенант Н. В. Соловьёв.
Знаменитый маркетрист, художник, фокусник, журналист В. М. Федоров прославился своими прекрасными работами, исполненными в стиле «маркетри» не только в России и за рубежом.
Стихи наших земляков Виктора Смирнова, Вячеслава Смирнова, А. Целищева известны и любимы. Виктора Смирнова именитые писатели сравнивали с Н. Рубцовым, С. Есениным. Такими по силе воспевания деревни являются его стихи.